# Gloria Fichera
Gloria Fichera (Buenos Aires, 5 de junio de 1969) es una actriz argentina de televisión, cine y teatro, además de docente universitaria y profesora de gimnasia. 

## Biografía
Gloria Fichera es hija de Antonio H. Fichera, conductor de radio y bailarín de tango y de Beatriz Castillon, cantante y bailarina de tangos. Comenzó a trabajar desde los 7 años en Televisión Pública Argentina (en ese entonces, Canal 7) y desde allí continuó trabajando hasta la actualidad tanto en televisión, como en cine o teatro. Saltó a la popularidad cuando coprotagonizó las dos primeras temporadas de Clave de sol (telenovela) con su personaje de Giselle, pareja en la ficción de Diego (protagonizado por Leonardo Sbaraglia).

## Formación artística
Comenzó a bailar tango y milonga a los 8 años, y más adelante estudió Educación de la voz y canto con Horacio Sutrich. Se capacitó también en la Escuela de Expresión Corporal, Coreografía y Comedia Musical con José Luis Olmos y estudió teatro con Irma Roy entre 1996 y 1999.

## Televisión
Su primera experiencia televisiva fue en 1976, a la edad de 7 años trabajó en Canal 7, en "Historias con  Pequeños Intérpretes", dirigida por  Juan Manuel Fontanals. Cuatro años más tarde trabaja en "Los hermanos Torterolo", la telecomedia de Canal 13 dirigida por Hugo Moser e interpretada por Jorge Martínez. Ese mismo año integra la telenovela "Rosa... de lejos", donde su personaje era el de alumna del Maestro Esteban Pasciarotti, rol que ejecutó Juan Carlos Dual, protagonista de la ficción mencionada. Y además, tiene su primera experiencia teatral, al subirse a las tablas del Teatro Municipal General San Martín para integrar la obra "Escenas de la calle", dirigida por Alejandra Boero.
Luego de actuar en el Ciclo de Guillermo Bredeston  y Nora Cárpena con los mencionados actores, trabaja en la telenovela "Por siempre amigos", una coproducción con Puerto Rico, junto a los integrantes del grupo Menudo, en Canal 11, (en ese entonces, Canal 11), dirigida por Víctor Stella.
Es parte de la telecomedia infantil "Pelito" y en 1987 coprotagoniza "Clave de Sol", telecomedia juvenil emitida por Canal 13, dirigida por Jorge Palaz y Alfredo Galiñanes. Su personaje es Giselle, pareja en la ficción de Diego, interpretado por Leonardo Sbaraglia. 
Tres años más tarde integra "5º año B, turno tarde", dirigida por Martha Reguera, ciclo que tomó la posta de "Socorro 5º año" dirigido por Rodolfo Ledo, que se había interrumpido abruptamente tras un conflicto con las autoridades del canal. Ese mismo año es convocada para la telecomedia "Así son los míos", dirigida por Edgardo Borda, y en 1991 pasa a formar parte de la telenovela "Chiquilina mía", interpretada por Gustavo Garzón, Daniel Fanego y Margarita Ros.
En la década de los 90 trabaja en "Alta comedia", el ciclo de Canal 9 (Buenos Aires) y participa, en Telefé, de "La familia Benvenuto", protagonizada por Guillermo Francella y dirigida por Héctor Maselli. Es invitada a un capítulo de "Poliladron" en 1997, ficción emitida por Canal 13, de la novel (en ese momento) productora "Pol-ka Producciones". Bajo esa misma productora actúa en "El Sodero de mi vida", en 2003, dirigida por Leonardo Bechini, también por Canal 13. 
Es parte de "Dr. Amor", la telecomedia protagonizada por Arturo Puig en 2005. Durante estos años Gloria es convocada, junto a Leonardo Sbaraglia y a Pablo Rago, a programas de homenaje en donde la entrevistan por su rol como "Giselle" en "Clave de Sol". 
Entre 2015 y 2016 es invitada como actriz y psicóloga en el programa "Informadísimos", emitido por el Canal de cable Ciudad Magazine, conducido por Verónica Varano y Hernán Drago.

## Teatro
A los 11 años debuta en •"Escenas de la calle", con dirección de Alejandra Boero en la sala Martín Coronado del Teatro Municipal General San Martín. En 1988 actúa en "Besos de fuego", versión teatral de Clave de Sol, en vacaciones de invierno, con dirección de Alfredo Galiñanez, presentándose en varias salas del Gran Buenos Aires y llegando a representarse en Uruguay 
En el verano de 1989 actúa en "Piedra libre en vacaciones", versión teatral de "Clave de Sol", con dirección de Jorge Palaz, en el teatro Roxy de Mar del Plata. En 1995 actúa en "Compañera", representando a Eva Perón con dirección de Wagner Mautone en el Teatro Esmeralda.
En 2000 actúa en "Hansel y Gretel", y en "El mundo chiquito", obras infantiles, dirigidas ambas por Daniel Pérez Guerrero, en el Paseo La Plaza
En 2010 escribe, dirige y actúa en su ópera prima, "Neurosis compartida".

## Cine
En 1979 es parte del elenco de "La carpa del amor", protagonizada por Jorge Martínez y Cacho Castaña. En 1992 actúa en “El caso María Soledad”, dirigida por Héctor Olivera y filmada en Buenos Aires y en la provincia de Catamarca. Allí, su personaje fue "La Colorada".